# Riflesso di Ferguson
Il riflesso vaginoipotalamico o di Ferguson è un riflesso a feedback positivo che avviene durante il parto.
Durante il parto i movimenti del feto distendono la parete della cervice uterina, stimolandone i meccanocettori sensibili allo stiramento. Questi ultimi inviano impulsi alla neuroipofisi che secerne l'ossitocina, la quale eccita la muscolatura uterina stimolando le doglie e la distensione della cervice uterina stessa.